# Virtuti Militari

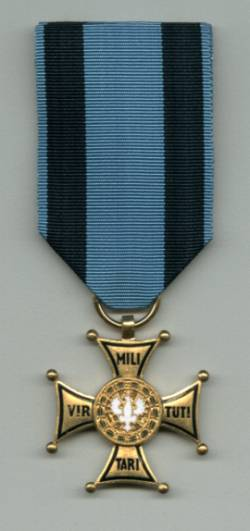
Орден Virtuti Militari

Віртуті мілітарі (лат. Військова Доблесть) — орден Речі Посполитої, пізніше найвища військова нагорода Польщі за мужність перед лицем ворога, еквівалент британського Хреста Вікторії.

## Історія заснування
Орден запровадив 22 червня 1792 року король Станіслав Авґуст Понятовський — після розгрому російських військ у битві під Жилинцями (нині село Шепетівського району Хмельницької області), а вже 25 червня в Острозі відбулося нагородження 15 офіцерів і солдатів, які відзначилися в битві.
Орден мав два класи:
Золота медаль — для генералів та офіцерів;
Срібна медаль — для унтер-офіцерів та солдатів.
Ймовірно, в кінці серпня — початку вересня 1792 року, коли князь Юзеф Понятовський повернувся до Варшави, був створений статут ордена, заснований на статуті австрійського Військового ордена Марії-Терезії, а форма ордена була змінена з зірки на хрест. Орден був розділений на п'ять класів, які збереглися до наших днів:
Серед перших нагороджених орденом були генерали Тадеуш Костюшко та Юзеф Понятовський, Северин Букар.
Орден скасував російський цар (і водночас монарх Польського Королівства) Микола I після придушення польського повстання 1831 року.
Відзнаку поновив уряд незалежної Польщі 1919 року.
Орден має 5 ступенів:
- Великий Хрест (з зіркою)
- Командорський Хрест
- Кавалерський Хрест
- Золотий Хрест
- Срібний Хрест

Під час другої світової війни орденом Virtuti Militari також були нагороджені командувачі союзницьких військ, які сприяли визволенню Польщі з-під німецької окупації.

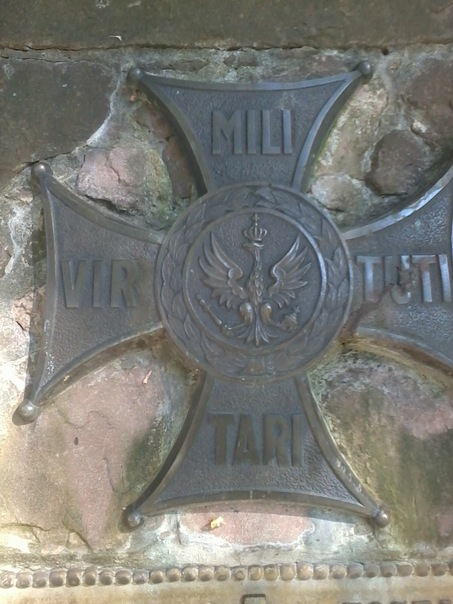
Зображення ордена на пам'ятнику. Івано-Франківський меморіальний сквер.

Серед кавалерів ордену — командувач Української Національної Армії Павло Шандрук (1965; нагороджений польським урядом в екзилі за участь у німецько-польській війні 1939 року), начальник штабу 1-ї Української партизанської дивізії імені двічі Героя Радянського Союзу С. А. Ковпака Василь Войцехович та місто Львів.
| Правило носіння ордену                                                                                                 | Правило носіння ордену | Правило носіння ордену | Правило носіння ордену | Правило носіння ордену   |
| --- | ---------------------- | ---------------------- | ---------------------- | ------------------------ |
| |                        |                        |                        |                          |
| 1 – Срібний Хрест, 2 – Золотий Хрест', 3 – Кавалерський Хрест, 4 – Командорський Хрест, 5 – Великий Хрест (з зіркою)\| |                        |                        |                        |                          |
| |                        |                        |                        |                          |
| Планки ордена |                        |                        |                        |                          |
| Срібний Хрест | Золотий Хрест          | Кавалерський Хрест     | Командорський Хрест\|  | Великий Хрест (з зіркою) |

## Міста, нагороджені орденом
| Міста, нагороджені срібним хрестом ордена Virtuti Militari | Міста, нагороджені срібним хрестом ордена Virtuti Militari | Міста, нагороджені срібним хрестом ордена Virtuti Militari | Міста, нагороджені срібним хрестом ордена Virtuti Militari | Міста, нагороджені срібним хрестом ордена Virtuti Militari |
| ---------------------------------------------------------- | ---------------------------------------------------------- | ---------------------------------------------------------- | ---------------------------------------------------------- | ---------------------------------------------------------- |
|                                                            |                                                            |                                                            |                                                            |                                                            |
| Львів (22 листопада 1920)                                  | Плоцьк (10 квітня 1921)                                    | Варшава (9 листопада 1939)                                 | Верден (1921)                                              |                                                            |

Наказом прем'єр-міністра Польського уряду у вигнанні генерала Владислава Сікорського від 9 листопада 1939 року у герб Варшави додано срібний хрест Virtuti Militari з лавровим листям і латинським девізом «Semper invicta (Вічно нескорена)».

## Позбавлення ордену
10 липня 1990 року президент Польщі Войцех Ярузельський скасував постанову Державної ради ПНР від 21 липня 1974 року про нагородження Генерального секретаря ЦК КПРС Леоніда Брежнєва великим хрестом ордена Військового доблесті.
2 серпня 1995 року президент Польщі Лех Валенса скасував постанову Крайової Ради Народової від 24 квітня 1946 року про нагородження майбутнього голови КДБ Івана Сєрова золотим хрестом ордена Military Virtue.
26 липня 2006 року президент Польщі Лех Качинський скасував наказ головнокомандувача Народного Війська Польського від 3 серпня 1945 року про нагородження майора Головного управління інформації Війська Польського Вінцента Романовського срібним хрестом ордена Virtuti Militari.